# Le Fantôme invisible
Pour plus de détails, voir Fiche technique et Distribution.
Le Fantôme invisible (titre original : Invisible Ghost) est un film américain  en noir et blanc réalisé par Joseph H. Lewis, sorti en 1941.

## Synopsis
Le docteur Charles Kessler vit avec sa fille, Virginia, qui est fiancée à Ralph Dickson. La femme de Kessler l'a quitté pour un autre homme, mais au moment de sa fuite, elle a eu un accident de voiture, et tous la croient morte. Depuis lors, Kessler a des pulsions meurtrières. Il ignore que sa femme a été sauvée de l'accident par le jardinier de Kessler, qui la cache dans le sous-sol d'une habitation jusqu’à ce qu'elle guérisse car elle a un peu perdu la tête. 
Régulièrement, madame Kessler s'échappe de sa cachette et se tient quelques instants sous la fenêtre de son mari, dans son peignoir blanc. C’est quand il l'aperçoit depuis sa fenêtre, que Kessler entre dans un état second et commet des meurtres. À son réveil, il ne se souvient de rien.
Kessler assassine son jardinier puis sa jeune servante, Cecile, l'ancienne amante de Ralph. Ce dernier est accusé du meurtre, condamné à mort et exécuté. Le frère jumeau de Ralph rend visite aux Kessler et tente de percer le mystère. Il découvre que Kessler est le meurtrier. Il appelle la police, qui assiste à l'état de transe de Kessler et à sa tentative d'étrangler un policier. Il est arrêté.

## Fiche technique
- Titre français : Le Fantôme invisible
- Titre original : Invisible Ghost
- Réalisation : Joseph H. Lewis
- Scénario : Al Martin (en), Helen Martin
- Photographie : Marcel Le Picard
- Montage : Robert Golden
- Producteur : Sam Katzman
- Société de production : Banner Pictures Corp.
- Société de distribution : Monogram Pictures Corp. (Astor Pictures (en) Corp.)
- Pays de production :  États-Unis
- Langue originale : anglais américain
- Format : noir et blanc — 35 mm — 1,37:1 — son : mono
- Genre : thriller
- Durée : 64 minutes
- Dates de sortie :
  - États-Unis : 25 avril 1941
  - France : 1er août 1959

## Distribution
- Bela Lugosi : Dr Charles Kessler
- Polly Ann Young : Virginia Kessler
- John McGuire (actor) (en) : Ralph Dickson (fiancé de Virginia) / Paul Dickson (frère de Ralph)
- Clarence Muse : Evans, le majordome
- Terry Walker (Alice Dahl (en)) : Cecile Mannix, la jeune servante
- Betty Compson : Mme Kessler
- Ernie Adams : Jules Mason, le jardinier
- Ottola Nesmith (en) : Mme Mason, sa femme (créditée Ollola Nesmith)
- George Pembroke : le lieutenant de police Williams
- Fred Kelsey : le policier Ryan
- Jack Mulhall : le policier Tim